# Conny Andersson (racerförare)
Conny Andersson,  född 28 december 1939 i Alingsås, är en svensk racerförare.
Andersson debuterade i formel 1 i en Surtees-Ford i Nederländernas Grand Prix 1976. Detta blev dock det sista F1-loppet som han körde, ett lopp som han var tvungen att bryta. Andersson försökte sedan kvala in till fyra lopp säsongen 1977, men lyckades inte med detta.
Sedan 19 december 2023 bor Andersson i ett särskild boende i Surte.

## F1-karriär
| Säsong | Stall/Tillverkare | Poäng | Placering |
| ------ | ----------------- | ----- | --------- |
| 1976   | Surtees-Ford      | 0     | –         |
| 1977   | BRM               | 0     | –         |